# Elección local

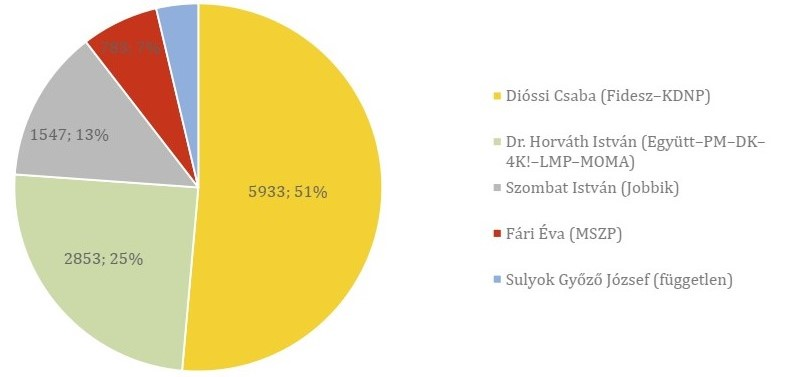
Historia de Dunakeszi, Gráficos circulares en idioma húngaro, Elecciones locales

Unas elecciones locales son las que se realizan en una ciudad o una comunidad autónoma, es decir en lugares pequeños. Como todas las elecciones se celebran cada cuatro años y la participación es libre, es decir, no es obligatoria.

## Motivos
Como todas las elecciones, éstas se celebran para que todos los ciudadanos tengan la oportunidad de elegir a su representante en el gobierno. Cada cuatro años se vuelven a celebrar por si existe algún desacuerdo con el que se encuentra en el poder actualmente tengas la oportunidad de cambiarlo o si en realidad sigues de acuerdo con su mentalidad y también con sus acciones puedas volver a votarlo para que siga en el poder.

## Organización
En esta elecciones como en cualquiera solo pueden votar los mayores de 18 años. Cada uno tiene asignado un centro o lugar donde debe ir a votar por el censo electoral local. En cada centro debe haber un presidente de mesa y dos vocales:
- Los vocales son los que comprueban el DNI de los votantes y lo tachan de la lista de votantes.
- El jefe de mesa es el que controla este proceso y es el encargado de llevarlos luego al juzgado.

La persona poseedora de dichos cargos está obligada a ejercerlos, excepto en caso de enfermedad o algún problema grave. También se nombran un suplente por cargo por si alguno no puede venir. A las ocho de la tarde terminan las votaciones y ya nadie puede votar. Luego se hace el recuento y una vez terminado el jefe de cada mesa es el encargado de llevar los resultados al juzgado. Allí es donde les dan el visto bueno.